# Diphylla ecaudata
Il vampiro senza coda (Diphylla ecaudata Spix, 1823) è un pipistrello della famiglia dei Fillostomidi, unica specie del genere Diphylla (Spix, 1823), diffuso nell'America centrale e meridionale.

## Descrizione

### Dimensioni
Pipistrello di medie dimensioni, con la lunghezza della testa e del corpo tra 69 e 82 mm, la lunghezza dell'avambraccio tra 49 e 56 mm, la lunghezza del piede tra 15 e 18 mm, la lunghezza delle orecchie tra 16 e 18 mm e un peso fino a 33 g.

### Caratteristiche craniche e dentarie
Il cranio è corto, con un rostro ridotto e una scatola cranica rotonda. La regione inter-orbitale è alta e larga. Gli incisivi superiori interni sono grandi ed affilati, mentre quelli esterni sono piccoli e raramente fuoriescono dalla gengiva. Gli incisivi inferiori sono relativamente sviluppati, disposti in una fila continua tra i canini e con quattro lobi distinti nel paio interno e ben sette in quelli più esterni.
Sono caratterizzati dalla seguente formula dentaria:

### Aspetto
La pelliccia è lunga e soffice. Le parti superiori sono bruno-grigiastre, mentre quelle inferiori sono grigie. Le orecchie sono corte, larghe e arrotondate. Gli occhi sono relativamente grandi. Una foglia nasale a forma di M è presente sopra le narici. Il labbro inferiore è attraversato da un solco longitudinale. Il pollice è privo di cuscinetti. L'uropatagio è estremamente ridotto ma ricoperto densamente di peli, come gli arti inferiori. È privo di coda, mentre il calcar è piccolo. Il cariotipo è 2n=28 FNa=52.

## Biologia

### Comportamento
Si rifugia all'interno di grotte, case, cavità degli alberi e tunnel in piccoli gruppi fino a 13 individui, ben separati tra loro. Tuttavia in una grotta vicino a Puebla, in Messico, è stata osservata una colonia di 500 esemplari. Poiché sono state rilevate fluttuazioni della popolazione all'interno delle grotte, è presumibile che questa specie sia soggetta a migrazioni o spostamenti stagionali. Diversamente dagli altri vampiri, è docile e facile da tenere in mano.

### Alimentazione
Si nutre principalmente di sangue di uccelli, in particolare di pollame, il quale viene attaccato dietro le zampe o nella regione anale. Può anche attaccare bovini.

### Riproduzione
Si riproduce due volte l'anno. Femmine gravide o in allattamento sono state osservate in marzo, maggio, luglio, agosto, ottobre e novembre.

## Distribuzione e habitat
Questa specie è diffusa dal Messico nord orientale, Belize, Guatemala, Honduras, Nicaragua, El Salvador, Costa Rica, Panama, attraverso la Colombia, Venezuela settentrionale, Ecuador, Perù, Bolivia settentrionale fino al Brasile centrale e sud-orientale. Un esemplare femmina è stato catturato nel 1967 nei pressi di Comstock, in Texas e sembra essere l'unica osservazione di un vampiro negli Stati Uniti d'America.
Vive in regioni tropicali e sub-tropicali fino a 1.900 metri di altitudine.

## Conservazione
La IUCN Red List, considerato il vasto areale e la tolleranza a diversi tipi di habitat, classifica D.ecaudata come specie a rischio minimo (Least Concern)).